# بایسدن، شهرستان مینگو، ویرجینیای غربی
بایسدن (به انگلیسی: Baisden) یک منطقهٔ مسکونی در ایالات متحده آمریکا است که در شهرستان مینگو، ویرجینیای غربی واقع شده است. بایسدن ۳۱۷٫۰ متر بالاتر از سطح دریا واقع شده است.